# Druha Liha
La Segunda Liga Ucraniana (en ucraniano: Друга ліга, Druha Liha) es una liga de fútbol profesional de Ucrania, que forma parte de la Liga Profesional de Fútbol de Ucrania. La Federación de Fútbol de Ucrania, sin embargo, tiene un derecho exclusivo sobre la administración general y el control de las competencias de organización y realización de la liga. En 1992, la liga también era conocida como la Liga de Transición (Перехідна ліга, Perekhidna liha).
La liga es un nivel inferior que la Persha Liha y es el nivel más bajo de las competiciones de fútbol profesional del país. La Druha Liha se corresponde al tercer nivel de ligas del fútbol ucraniano. Los equipos relegados de la competición de liga pierden su estatus profesional y regresan a sus asociaciones regionales.

## Equipos 2021-22
Grupo A
| Equipo                              | Estadio                                    | 2020-21     |
| ----------------------------------- | ------------------------------------------ | ----------- |
| AFSC Kyiv                           | Urban Sport Сity Arsenal                   | Am GR2: 9º  |
| Bukovyna Chernivtsi                 | Bukovyna Stadium                           | Grupo A: 7º |
| Chaika Petropavlivska Borshchahivka | M.K.Brukvenko Central Stadium              | 8º          |
| FC Chernígov                        | Chernígov Arena                            | 10º         |
| Dinaz Vyshhorod                     | Dinaz Stadium                              | 3º          |
| Dnipro Cherkasy                     | Tsentralnyi Stadion                        | Grupo B: 7º |
| Epitsentr Dunaivtsi                 | Kolos Stadium                              | 4º          |
| FC Karpaty Halych                   | (Enerhetyk Stadium)Kolos Stadium           | 5º          |
| Karpaty Lviv                        | Estadio Ukraina                            | Am GR1: 4º  |
| Livyi Bereh Kyiv                    | Livyi Bereh Stadium                        | Am GR2: 6º  |
| LNZ Cherkasy                        | Tsentralnyi Stadion                        | Am GR2: 2º  |
| Lyubomyr Stavyshche                 | Kolos Stadium                              | Am GR2: 10º |
| MFA Munkacs                         | Municipal de Mukacheve                     | Am GR1: 8º  |
| Nyva Vinnytsia                      | Sports Complex Nyva                        | 6º          |
| Rubikon Kyiv                        | City StadiumEkonomist StadiumAtlet Stadium | 11º         |

Grupo B
| Equipo                 | Estadio                                                       | 2020-21    |
| ---------------------- | ------------------------------------------------------------- | ---------- |
| Balkany Zorya          | Boris Tropanets Stadium                                       | 8º         |
| Enerhiya Nova Kakhovka | Enerhiya Stadium                                              | 6º         |
| Krystal Jersón         | Jersón Stadium                                                | PL 16º     |
| Metalurh Zaporiyia     | Slavutych-Arena                                               | 3º         |
| Mykolaiv               | Central Stadium                                               | PL 4º      |
| Nikopol                | Elektrometalurh Stadium                                       | 11º        |
| Peremoha Dnipro        | Elektrometalurh Stadium                                       | 9º         |
| Real Pharma Odesa      | Spartak Stadium                                               | 10º        |
| SC Poltava             | Lokomotyv Stadium                                             | Am GR3: 5º |
| Skoruk Tomakivka       | Stadion "Kolos" imeni Skoruka A.V.Stadion "Olimpiyski Rezervy | Am GR3: 4º |
| Sumy                   | Estadio YuvileinyAvanhard Stadium                             | Am GR3: 3º |
| Tavriya Simferopol     | Mashynobudivnyk Stadium                                       | 4º         |
| Trostianets            | Stadion imeni V. Kutsa                                        | Am GR3: 6º |
| Viktoriya Mykolaivka   | Viktroiya Stadium                                             | Am GR2: 1º |
| Vovchansk              | Stadion Ahrehatnoho ZavoduSonyachny Stadium                   | 8º         |
| Yarud Mariupol         | Azovets Stadium                                               | 6º         |

## Palmarés
| Temporada | Grupo | Campeón                      | Subcampeón                   | Tercero                     |
| --------- | ----- | ---------------------------- | ---------------------------- | --------------------------- |
|           |       |                              |                              |                             |
| 1992      | A     | Dnister Zalishchyky          | Hazovyk Komarno              | Yavir Krasnopilya           |
| 1992      | B     | Bazhanovets' Makiyivka       | Tytan Armyansk               | Meliorator Kakhovka         |
|           |       |                              |                              |                             |
| 1992-93   |       | Dnipro Cherkasy              | Khimik Zhytomyr              | Yavir Krasnopilya           |
|           |       |                              |                              |                             |
| 1993-94   |       | FC Borispil                  | Bazhanovets' Makiyivka       | Zirka-NIBAS Kirovograd      |
|           |       |                              |                              |                             |
| 1994-95   |       | Yavir Krasnopilya            | FC Lviv                      | Dynamo Lugansk              |
|           |       |                              |                              |                             |
| 1995-96   | A     | CSCA Kyiv                    | Krystal Jersón               | Khutrovyk Tysmenytsya       |
| 1995-96   | B     | Metalurh Mariupol            | Metalurh Donetsk             | Metalurh Novomoskovsk       |
|           |       |                              |                              |                             |
| 1996-97   | A     | Desna Chernihiv              | Fakel Varva                  | FK Tysmenytsya              |
| 1996-97   | B     | Avanhard-Industria Rovenky   | Tytan Armyansk               | Oskil Kupyansk              |
|           |       |                              |                              |                             |
| 1997-98   | A     | Podillya Khmelnytskyi        | Dynamo-3 Kiev                | Karpaty-2 Lviv              |
| 1997-98   | B     | Krystal Jersón               | SCA-Lotto Odesa              | SC Odesa                    |
| 1997-98   | C     | Shakhtar-2 Donetsk           | Fakel Varva                  | Elektron Romny              |
|           |       |                              |                              |                             |
| 1998-99   | A     | Zakarpattia Uzhhorod         | Borysfen Boryspil            | Tsymentnyk-Khorda Mykolaiv  |
| 1998-99   | B     | SC Odesa                     | Krystal Jersón               | Kryvbas-2 Kryvyj Rih        |
| 1998-99   | C     | Obolon-PPO Kyiv              | Zorya Lugansk                | Oskil Kupyansk              |
|           |       |                              |                              |                             |
| 1999-00   | A     | Bukovyna Chernivtsi          | Podillya Khmelnytskyi        | Enerhetyk Burshtyn          |
| 1999-00   | B     | Borysfen Boryspil            | Obolon-PPO-2 Kiev            | Kryvbas-2 Kryvyj Rih        |
| 1999-00   | C     | Dnipro-2 Dnipropetrovsk      | ADOMS Kremenchuk             | Zorya Lugansk               |
|           |       |                              |                              |                             |
| 2000-01   | A     | Polissya Zhytomyr            | Sokil Zolochiv               | FC Krasyliv                 |
| 2000-01   | B     | Obolon Kyiv                  | Systema-Boreks Borodianka    | Dnipro-3 Dnipropetrovsk     |
| 2000-01   | C     | FC Naftovyk Okhtyrka         | Desna Chernígov              | Oskil Kupyansk              |
|           |       |                              |                              |                             |
| 2001-02   | A     | FC Krasyliv                  | Sokil Zolochiv               | Podillya Khmelnytskyi       |
| 2001-02   | B     | Systema-Boreks Borodianka    | Nafkom-Akademia Irpen        | Dynamo Simferopol           |
| 2001-02   | C     | FC Sumy                      | Arsenal Kharkiv              | Metalurh-2 Donetsk          |
|           |       |                              |                              |                             |
| 2002-03   | A     | FC LUKOR Kalush              | Enerhetyk Burshtyn           | Podillya Khmelnytskyi       |
| 2002-03   | B     | Nafkom Irpin                 | Dynamo Simferopol            | Elektrometalurh-NZF Nikopol |
| 2002-03   | C     | Zorya Luhansk                | Shakhtar Lugansk             | Desna Chernígov             |
|           |       |                              |                              |                             |
| 2003-04   | A     | FC Hazovyk-Skala Stryj       | Podillya Khmelnytskyi        | Rava Rava-Ruska             |
| 2003-04   | B     | Dynamo-IhroServis Simferopol | Elektrometalurh-NZF Nikopol  | Krymteplitsia Molodizhne    |
| 2003-04   | C     | Stal Dniprodzerzhynsk        | Desna Chernígov              | Metalurh-2 Zaporizhya       |
|           |       |                              |                              |                             |
| 2004-05   | A     | Rava Rava-Ruska              | Enerhetyk Burshtyn           | Karpaty-2 Lviv              |
| 2004-05   | B     | Krymteplitsia Molodizhne     | Krystal Jersón               | FC Oleksandria              |
| 2004-05   | C     | Helios Kharkiv               | Desna Chernígov              | Dnipro Cherkasy             |
|           |       |                              |                              |                             |
| 2005-06   | A     | Desna Chernihiv              | Fakel Ivano-Frankivsk        | Rava Rava-Ruska             |
| 2005-06   | B     | MFK Mykolaiv                 | PFC Oleksandria              | PFC Sevastopol              |
| 2005-06   | C     | Dnipro Cherkasy              | Illichivets-2 Mariupol       | Metalurh-2 Zaporizhya       |
|           |       |                              |                              |                             |
| 2006-07   | A     | Dnister Ovidiopol            | Fakel Ivano-Frankivsk        | Yednist Plysky              |
| 2006-07   | B     | PFC Sevastopol               | Feniks-Illichivets Kalinine  | Tytan Armyansk              |
|           |       |                              |                              |                             |
| 2007-08   | A     | Knyazha Schaslyve            | Nyva Ternopil                | Podillya-Khmelnytskyi       |
| 2007-08   | B     | Komunalnyk Luhansk           | Tytan Armyansk               | Arsenal Járkov              |
|           |       |                              |                              |                             |
| 2008-09   | A     | Nyva Ternopil                | Arsenal Bila Tserkva         | Nyva Vinnytsia              |
| 2008-09   | B     | Zirka Kirovohrad             | FC Poltava                   | Stal Dniprodzerzhynsk       |
|           |       |                              |                              |                             |
| 2009-10   | A     | Bukovyna Chernivtsi          | Nyva Vinnytsia               | Bastion Illichivsk          |
| 2009-10   | B     | Tytan Armyansk               | Kremin Kremenchuk            | FC Poltava                  |
|           |       |                              |                              |                             |
| 2010–11   | A     | MFK Mykolaiv                 | FC Sumy                      | Enerhiya Nova Kakhovka      |
| 2010–11   | B     | Olimpik Donetsk              | FC Poltava                   | Kremin Kremenchuk           |
|           |       |                              |                              |                             |
| 2011–12   | A     | FC Sumy                      | Desna Chernígov              | Slavutych Cherkasy          |
| 2011–12   | B     | FC Poltava                   | Avanhard Kramatorsk          | Shakhtar Sverdlovsk         |
|           |       |                              |                              |                             |
| 2012-13   | A     | Desna Chernihiv              | Nyva Ternopil                | Slavutich Cherkasy          |
| 2012-13   | B     | UkrAhroKom Holovkivka        | Shaktar Sverdlovsk           | Shaktar-3 Donetsk           |
|           |       |                              |                              |                             |
| 2013-14   | -     | Hirnyk-Sport Komsomolsk      | Stal Dniprodzerzhynsk        | FC Ternopil                 |
|           |       |                              |                              |                             |
| 2014-15   | -     | Cherkaskyi Dnipro            | Obolon-Brovar Kiev           | Kremin Kremenchuk           |
|           |       |                              |                              |                             |
| 2015-16   | -     | Kolos Kovalivka              | Veres Rivne                  | Inhulets Petrove            |
|           |       |                              |                              |                             |
| 2016-17   | -     | Zhemchuzhyna Odesa           | Rukh Vynnyky                 | Kremin Kremenchuk           |
|           |       |                              |                              |                             |
| 2017-18   | A     | Ahrobiznes Volochysk         | Prykarpattia Ivano-Frankivsk | Nyva-V Vinnytsia            |
| 2017-18   | B     | SC Dnipro-1                  | Metalist 1925 Járkov         | Enerhiya Nova Kakhovka      |
|           |       |                              |                              |                             |
| 2018-19   | A     | FC Mynai                     | Cherkashchyna                | Polissya Zhytomyr           |
| 2018-19   | B     | Kremin Kremenchuk            | Metalurh Zaporiyia           | Hirnyk Kryvyi Rih           |
|           |       |                              |                              |                             |
| 2019-20   | A     | Nyva Ternopil                | Polissya Zhytomyr            | Veres Rivne                 |
| 2019-20   | B     | VPK-Ahro Shevchenkivka       | Krystal Kherson              | Alians Lypova Dolyna        |
|           |       |                              |                              |                             |
| 2020-21   | A     | Podillya Khmelnytskyi        | Uzhhorod                     | Dinaz Vyshhorod             |
| 2020-21   | B     | Metalist Járkov              | Kryvbas Kryvyi Rih           | Metalurh Zaporiyia          |

### Títulos por club
Sólo se muestran los diez clubes con más títulos en esta lista.
| Club                   | Campeón | Subcampeón | Tercero | Años campeón     |
| ---------------------- | ------- | ---------- | ------- | ---------------- |
| Desna Chernihiv        | 2       | 4          | 1       | 1996-97, 2005-06 |
| Obolon Kiev            | 2       | 1          | 0       | 1998-99, 2000-01 |
| Spartak Sumy           | 2       | 0          | 2       | 1994-95, 2001-02 |
| Dnipro Cherkasy        | 2       | 0          | 1       | 1992-93, 2005-06 |
| Bukovyna Chernivtsi    | 2       | 0          | 0       | 1999-00, 2009-10 |
| MFC Mykolaiv           | 2       | 0          | 0       | 2005-06, 2010-11 |
| Tytan Armyansk         | 1       | 3          | 1       | 2009-10          |
| Krystal Kherson        | 1       | 3          | 0       | 1997-98          |
| Dynamo Khmelnytskyi    | 1       | 2          | 2       | 1997-98          |
| Poltava                | 1       | 2          | 1       | 2011-12          |
| Zorya Lugansk          | 1       | 1          | 1       | 2002-03          |
| Ihroservice Simferopol | 1       | 1          | 1       | 2003-04          |

Los siguientes clubes ganaron la liga en una ocasión y fueron, también, subcampeones: FC Nyva Ternopil, FC Lviv, FC Sumy, Rava Rava-Ruska, FC Nafkom Brovary, FC Systema-Borex, FC Polissya Zhytomyr, FC Borysfen Boryspil, FC Shakhtar Makiivka, FC Krasyliv.